# Amt Trave-Land
Das Amt Trave-Land ist ein Amt im Kreis Segeberg in Schleswig-Holstein. Der Verwaltungssitz des Amtes befindet sich in der Stadt Bad Segeberg.

## Amtsangehörige Gemeinden
(Bevölkerungsstand am 31. Dezember 2021)
| 1. Bahrenhof (204) 2. Blunk (574) 3. Bühnsdorf (365) 4. Dreggers (46) 5. Fahrenkrug (1598) 6. Geschendorf (573) 7. Glasau (872) 8. Groß Rönnau (553) 9. Klein Gladebrügge (555) 10. Klein Rönnau (1805) 11. Krems II (388) 12. Negernbötel (1011) 13. Nehms (582) 14. Neuengörs (809) | 1. Pronstorf (1626) 2. Rohlstorf (1213) 3. Schackendorf (904) 4. Schieren (264) 5. Seedorf (2212) 6. Stipsdorf (247) 7. Strukdorf (269) 8. Travenhorst (210) 9. Traventhal (534) 10. Wakendorf I (493) 11. Weede (1025) 12. Wensin (873) 13. Westerrade (449) |

## Geschichte
Das Amt Trave-Land wurde zum 1. Januar 2006 aus den Gemeinden der ehemaligen Ämter Segeberg-Land und Wensin gebildet.

## Wappen
Blasonierung: „Durch einen silbernen Wellenbalken von Rot und Blau schräglinks geteilt. Oben ein silberner Pferdekopf und ein Eichenzweig, unten zwei goldene Rapsblüten.“